# 2015年巴马科丽笙酒店遇袭事件
2015年巴马科丽笙酒店袭击事件是指2015年11月20日在马里首都及其最大城市巴马科丽笙酒店发生的袭击事件。在特种部队突击进入酒店并释放幸存的人质前，事件共导致19人死亡，大部分是外籍人士。隶属于基地组织的非洲极端团体西非圣战统一运动在其Twitter上宣称，此次袭击是他们所为，但尚未被证实。

## 背景
此次事件的事发酒店巴马科丽笙酒店，是当地最好最安全的豪华酒店，也是外国商人和政府官员经常下榻的地方，位于使馆区附近，酒店有190个房间，通常有九成左右入住率。该酒店隶属于总部位于美国的卡尔森瑞德酒店集团。

## 经过
2015年11月20日上午7:00-7:30之间，有四至五名枪手到达巴马科丽笙酒店。根据酒店工作人员的供述，这些男子当时驾驶着挂有外交车牌的车辆前往酒店。据安全部门消息人士和马里陆军司令称，约有10名枪手进入酒店，在他们开枪射击时高喊“真主至大”的口号。一名被获救的人质，几内亚歌手塞古巴·“班比诺”·迪亚巴特表示，当时在酒店停留，事发后便逃离。另据报道，枪手之间用英语交流。这些枪手将酒店中140多名游客和30名酒店工作人员，共170多人劫为人质，并将其扣押。当时，法语圈国际组织代表团在酒店停留。
据报道称，被劫持的人质中包括10名中国公民、20名印度公民、约10余名美国公民（包括来自美国驻马里大使馆的人员），7名阿尔及利亚公民（包括6名外交官）、2名俄罗斯公民、2名摩洛哥公民，7名土耳其航空公司的工作人员、以及法国公民（具体人数不详，包括1名法籍华人）。另外12名法国航空机组人员亦在酒店停留，后安全撤离；而一些联合国的官员也安全撤离了酒店。在被劫持的人质中，有超过100名人质被获救并释放。
槍手要求人質背誦伊斯蘭教的清真言，以分辨該人是否穆斯林，如果是穆斯林就獲准離開酒店。
事发后，马里警察和军队赶到现场，包围酒店并发起解救行动，以保障酒店及周边安全。驻马里的法国军队和联合国维和部队人员也到场。而一批驻马里的美国特种部队士兵将“帮助把平民（人质）转移到安全地点”，包括至少6名美国公民。

### 死者
据联合国的统计数字，联合国维和部队人员在酒店内发现27具尸体；而根据马里总统办公室的统计，有20人死于此次枪击事件。这20名死者包括6名马里平民、1名比利时瓦隆议会官员、1名美国公民及3名中国公民，这3名中国公民均为中国铁建下属中国铁建国际集团的高管。而6名俄罗斯人均为伏尔加-第聂伯航空的员工。
11月28日，此次事件中遇难的3名中国公民的灵柩归国。
| 国籍   | 死亡人数 |
| ------ | -------- |
| 美国   | 1        |
|        | 6        |
| 比利时 | 2        |
| 以色列 | 1        |
| 俄羅斯 | 6        |
| 中國   | 3        |
| 不明   | 1        |
| 总数   | 20       |

## 袭击策划者
事后，隶属于基地组织的非洲极端团体西非圣战统一运动在其Twitter上宣称，此次袭击是他们所为，但尚未被证实。据半岛电视台所播出的录音，该组织已承诺与伊斯兰马格里布基地组织进行联合攻击。

## 各方反应

### 国内
事发后，马里总统易卜拉欣·布巴卡尔·凯塔提前结束对乍得的访问，回国应对这起事件。马里政府宣布，从11月21日零点起，全国正式进入为期10天的紧急状态。同时宣布，从11月23日开始，全国为首都巴马科丽笙酒店袭击事件遇难者哀悼3天。

### 国际
- 法國：外交部长洛朗·法比尤斯在新闻发布会上表示，将采取“一切必要措施”以对抗攻击者[17]。总统奥朗德称，法国将向马里提供支持和帮助，尽一切力量帮助解救人质。法国同时宣布，精锐武装力量国家宪兵队行动小组派出大约40人，紧急赶赴马里[37]。法国航空宣布取消所有来往巴马科的航班[21]。
- 美国：总统奥巴马在马来西亚出席东盟会议上表示，此次事件再次提醒全世界恐怖主义的祸害[38]。美国国家安全委员会在声明中表示，美国政府强烈谴责此次袭击事件[39]。
- 英国：外交和联邦事务部表示，建议旅客近期不要前往马里地区[40]。
- ：澳大利亚政府表示，亦建议旅客近期不要前往马里地区[41]。
- 中华人民共和国：外交部发言人洪磊表示，向遇难者表示沉痛哀悼，并向他们的家属表示深切慰问。他还表示，中国政府对这一暴行表示愤慨和强烈谴责[42]。国家主席习近平、国务院总理李克强就事件作出重要批示[43][44]。
- 联合国：联合国安理会发表主席新闻谈话，对发生在马里的恐怖袭击事件予以强烈谴责。中国常驻联合国代表刘结一在安理会会议上发言，阐明中方立场并强烈谴责马里恐怖袭击事件[45]。